# Blues Pills
Blues Pills — шведская рок-группа, созданная в Эребру в 2011 году. Название Blues Pills было взято от названия блога одного из друзей, посвященного музыке 60-х и 70-х годов. Эта группа записала четыре альбома (EP) и несколько синглов на немецком лейбле звукозаписи Nuclear Blast, после чего вышел официальный дебютный релиз "Blues Pills". Второй альбом "Lady in Gold" был выпущен в августе 2016 года, заняв первое место в официальном хит-параде Германии.

## История

### Формирование и EP (2011—2013)
В 2011 году братья Зак и Кори, ранее игравшие в Radio Moscow, решили создать новую группу, в которую пригласили Элин. Изначально они выступали как трио. Вместе они записали две демо-песни и опубликовали их на YouTube, после чего их заметил лейбл «Crusher Records». Группа отправилась в гастрольный тур по Испании и Франции, где музыканты познакомились с гитаристом Дорианом Соррио, который был приглашён в состав группы. Группа получила своё название в честь музыкального блога Йенса Хейди «BluesPillz».В мае 2012 года коллектив издаёт мини-альбом «Bliss», вслед за которым в июле был выпущен сингл «Black Smoke» Затем, в 2013 году группа отправляется в очередной тур, во время которого она выступает в Берлине на апрельском «Desertfest», в Бад-Кёцтинг на «Void Fest», в Гиле на «Yellowstock Festival», в Бонне на «Crossroads Festival» и в Мельбурне на «Cherry Rock Festival» в ноябре 2013 года.

### Дебютный альбом иLady in Gold(2014—настоящее время)
В июле 2014 года группа выпускает свой дебютный альбом "Blues Pills", в специальную версию которого было включено выступление коллектива на «Hammer of Doom». Вскоре после релиза альбома группу покинул Кори Берри, на его место пришёл Андре Квернстрём. Альбом достиг коммерческого успеха в Европе, заняв 4-ю позицию в чарте Германии, 10-ю в Швейцарии и 68-ю в Великобритании.
В середине 2014 года группа выступает на «Sweden Rock Festival», в Гельсенкерхене Rock and hard Festival на Montreux Jazz Festival.
В 2015 году группа выступила на фестивале «Rock am Ring».
В период с конца 2015 по начало 2016 года группа приступила к записи своего второго альбома. 22 апреля 2016 года Blues Pills анонсировали  "Lady in Gold", выпущенного 5 августа 2016 года на лейбле Nuclear Blast Records. В это же году Blues Pills отправляются в тур вместе с Kadavar по Северной Америке, Европе, завершившийся в ноябре в Великобритании.
В 2017 году группа выступила на фестивале Rock Hard а в 2020 году группа выпустила альбом "Holy Moly!"

## Дискография
Альбомы
| Дата | Название альбома   | SWE | GER | SWI | AUT | FIN | UK | BEL | FRA |
| ---- | ------------------ | --- | --- | --- | --- | --- | -- | --- | --- |
| 2014 | Blues Pills        |     | 4   | 10  | 19  | 21  | 68 | 72  | 118 |
| 2015 | Blues Pills — Live |     |     |     |     |     |    | 148 |     |
| 2016 | Lady in Gold       | 27  | 1   | 2   | 12  | 6   | 31 | 27  | 55  |
| 2020 | Holy Moly!         |     |     |     |     |     |    |     |     |
| 2024 | Birthday           |     |     |     |     |     |    |     |     |

| EPs - Bliss (25 May 2012) - Devil Man (18 October 2013) - Live at Rockpalast (28 March 2014) | Синглы - Black Smoke (3 July 2012) - High Class Woman (2014) - Lady in Gold (2016) - Kiss My Past Goodbye (2020) | Компиляции - Golden Treasures (August 2016) (insert in the German RockHard magazine Vol. 351) |

## Участники группы
В настоящее время
- Эллин Ларссон (Elin Larsson) — вокал (2011-наст.время)
- Дориан Соррио (Dorian Sorriaux) — гитары (2011-наст.время)
- Зак Андерсон (Zach Anderson) — бас-гитара (2011-наст.время)
- Андре Квартстрём (André Kvarnström) — барабаны, перкуссия (2014-наст.время)

Бывшие участники
- Кори Берри (Cory Berry) — барабаны, перкуссия (2011—2014)

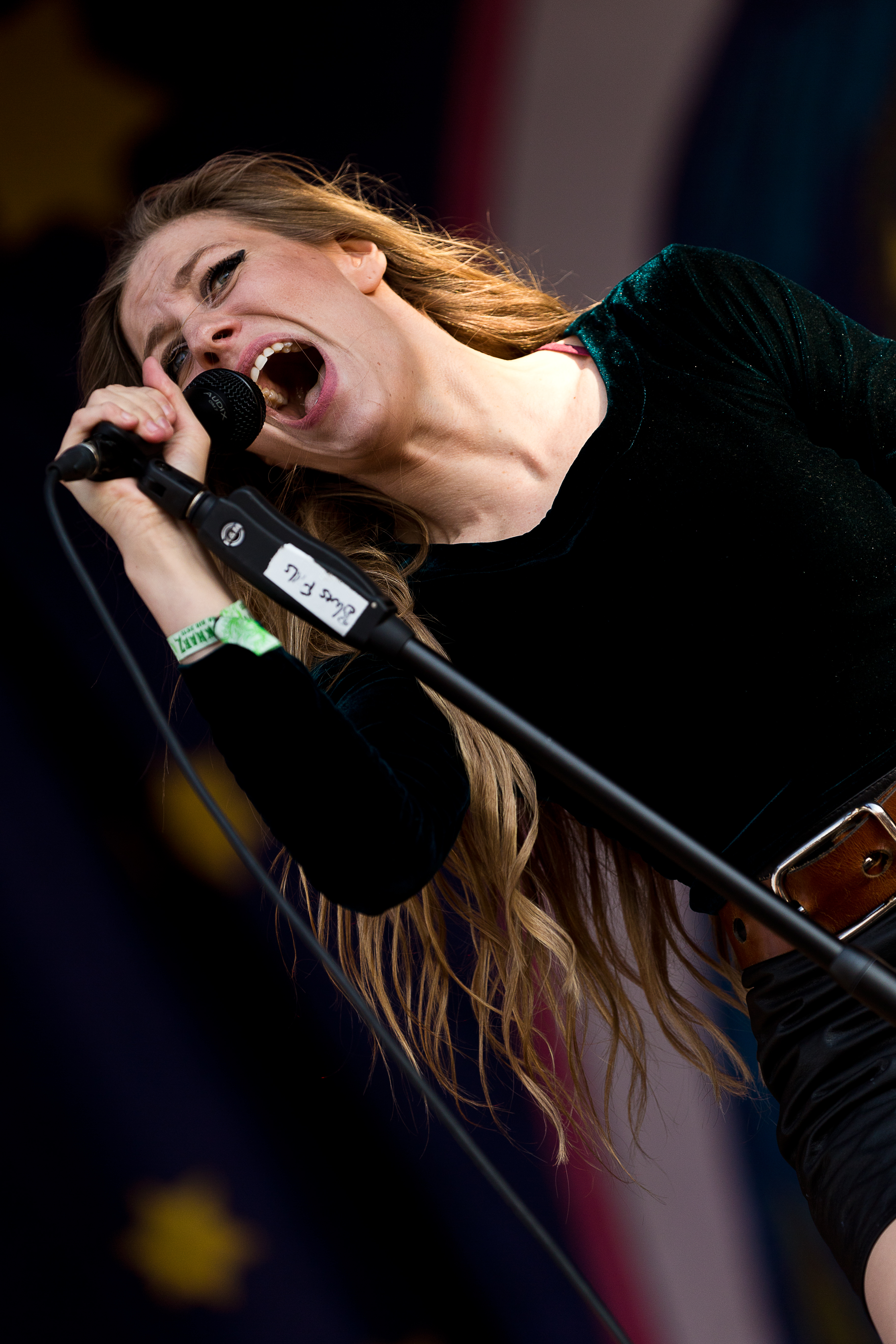
Эллин Ларссон
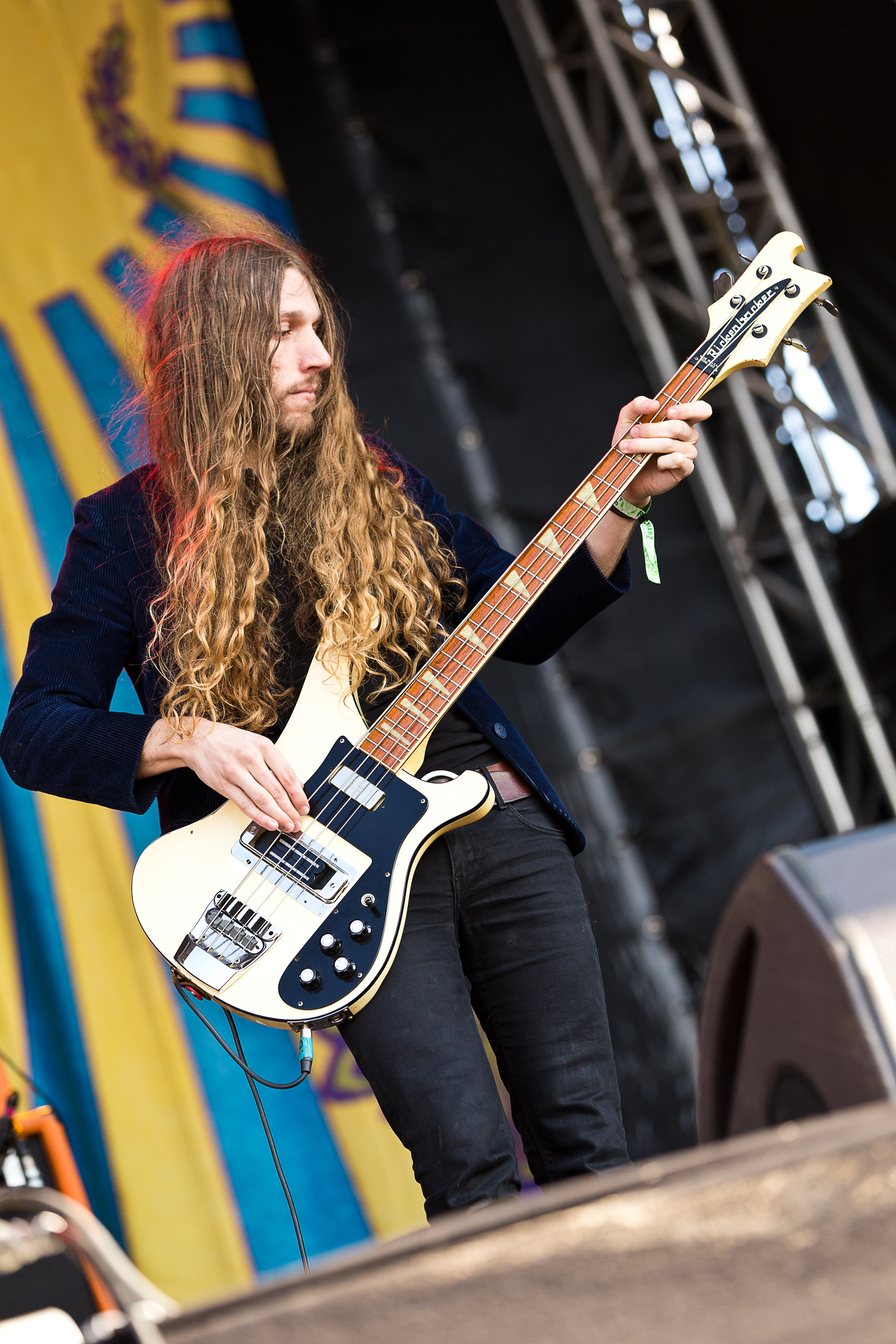
Зак Андерсон
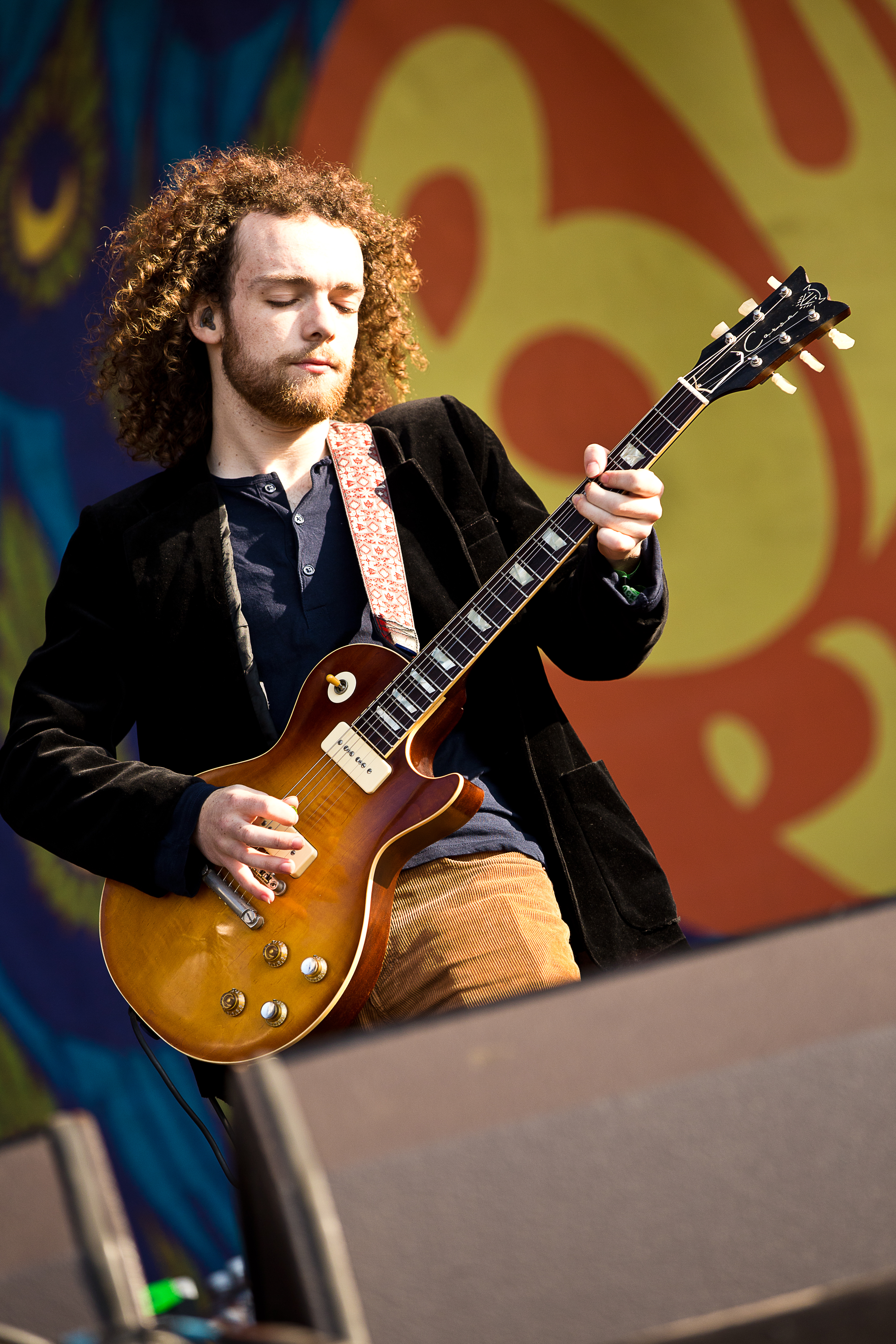
Дориан Соррио
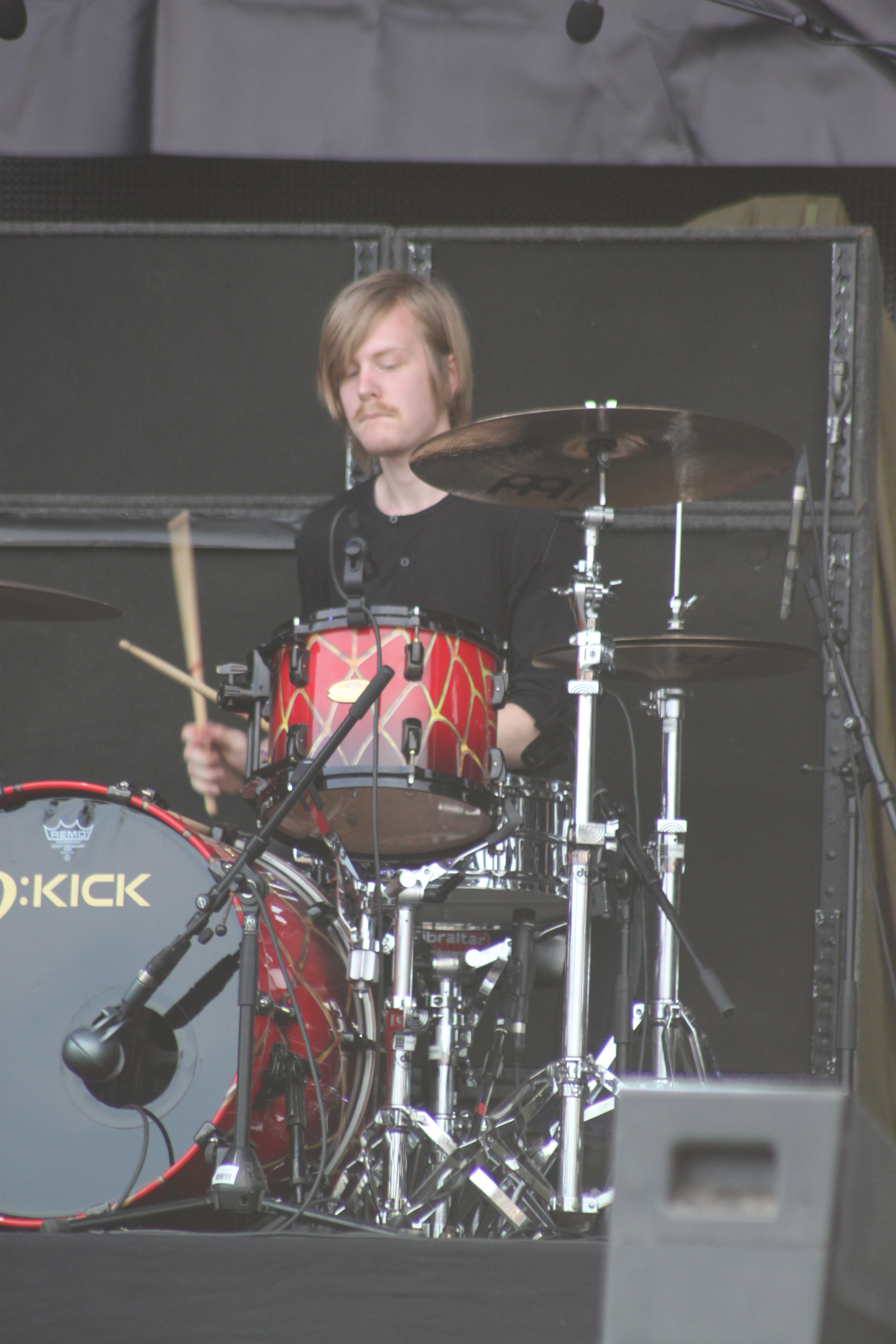
Андре Квартстрём